# 佳人歡迎我
〈佳人歡迎我〉（"A Girl Worth Fighting For"）是1998年迪士尼電影《花木蘭》的插曲，由馬修·懷爾德作曲，大衛·齊佩爾填詞。演唱者為哈維·福瑞斯登、傑瑞·唐多、吳漢章，而懷爾德和莉亞·莎隆嘉分別負責演唱阿寧和花木蘭的部分。

## 背景
迪士尼找來作曲家馬修·懷爾德、詞作家大衛·吉波為《花木蘭》創作歌曲，相信兩人能為每首歌注入不同的能量。鑒於歌詞本身諷刺性質，懷爾德稱這首歌為一首「喜劇歌曲」。
〈佳人歡迎我〉的音樂在片中援軍抵達一片被燒盡的營地時嘎然而止，吉波形容這個停止是個「十分強而有力的時刻」，而懷爾德則指歌曲的結尾「直接地影響和暗示了敘事的發展，以及動畫師們如何利用這個時刻點石成金」。
灌錄歌曲期間，因聲演阿寧的傑德·渡邊無法提供足夠聲量，由懷爾德代替演出。懷爾德稱這替身配音員的體驗非常好玩也非常意料不到。

## 概述
〈佳人歡迎我〉 開始於一群男性士兵正踢著腳步往戰場的方向行進。歌曲本身被披上一層喜劇色彩，而給觀眾帶來寬慰，其中大兵們唱著他們對於夢想女孩的想望，並想像與之成家後的形貌，為長時間的行軍減輕了疲勞與痛苦感。此外，歌曲也見到木蘭對於扮演刻板印象中的男人的無力感，為後續的身分揭露提供了懸疑感。
然而，在木蘭一行人偶然間到達一座被匈奴焚毀踐踏的村落後，歌曲突然停止。

## 構成
〈佳人歡迎我〉由E大調的二分之二拍（Alla breve）創作，並有著行軍的節奏。它被形容為一首「令人愉快的諷刺漫畫音樂」。

## 銷量認證
| 地區                   | 认证 | 认证单位/销量 |
| ---------------------- | ---- | ------------- |
| 美国（美國唱片業協會） | 金   | 500,000‡      |
| ‡僅含認證的+實際銷量   |      |               |

## 評論
聚焦亞洲（西雅圖）的亞瑟·胡稱〈佳人歡迎我〉聽起來有點像是《南太平洋》的〈There is Nothing Like a Dame〉（意為：沒什麼能比得上一個女人），《南太平洋》是另一部關於亞洲列強之間的戰爭的音樂喜劇。兩首歌仍然在呈現刻板印象的性別主題，並且仍然宣傳男生熱衷於打打殺殺的想法。Taestful評論〈佳人歡迎我〉就像迪士尼歌曲一樣有趣，僅次於〈Gaston〉。Filmtracks.com表示哈維·福瑞斯登演唱的喜劇歌曲（〈佳人歡迎我〉）證明了有煩人嗓音的人們當他們唱歌時不會有什麼差別。